# Morales de Toro
Morales de Toro é um município da Espanha na província de Zamora, comunidade autónoma de Castela e Leão, de área 53,58 km² com população de 1072 habitantes (2007) e densidade populacional de 20,12 hab/km².

## Demografia
| Variação demográfica do município entre 1991 e 2004 | Variação demográfica do município entre 1991 e 2004 | Variação demográfica do município entre 1991 e 2004 | Variação demográfica do município entre 1991 e 2004 |
| --------------------------------------------------- | --------------------------------------------------- | --------------------------------------------------- | --------------------------------------------------- |
| 1991                                                | 1996                                                | 2001                                                | 2004                                                |
| 1156                                                | 1156                                                | 1103                                                | 1078                                                |